# Ширяев, Сергей Юрьевич
Сергей Юрьевич Ширя́ев (8 февраля 1983, Горький) — российский лыжник. Чемпион России 2009,2011 года. Участник чемпионата мира 2007 года в Саппоро, чемпионата мира 2011 в Холменколене. Член олимпийской сборной команды России по лыжным гонкам на Олимпиаде в Ванкувере.

## Спортивные достижения
Чемпион России 2009 года в 30 км дуатлоне.
Победитель этапа в Кавалезе 11 км свободным стилем на Тур де Ски 2007.
Победитель этапа Кубка мира 2006—2007 в Давосе в эстафете.
Бронзовый призёр этапа Кубка мира 2009—2010 в Рыбинске в 30 км дуатлоне.

## Допинговый скандал
4 марта 2007 года Международная федерация лыжных видов спорта распространила официальное заявление о том, что допинг-проба «A», взятая у Сергея Ширяева 21 февраля во время чемпионата мира в Саппоро по программе внесоревновательного контроля, дала положительный результат на эритропоэтин. Проба «B» подтвердила наличие в крови запрещённого вещества. Дисквалификация длилась 2 года и завершилась 4 марта 2009 года.
Федерация лыжных гонок России провела собственное расследование, в результате которого тренеры Ширяева Анатолий Чепалов и Александр Базайченко были отстранены от работы с национальной сборной на 2 и 4 года соответственно.

## Статистика выступлений в Кубке мира
| 2006—2007      |             |       |           |            |         |        |       |        |                |       |       |
| Тур де Ски     | Рыбинск     | Давос | Давос     | Чанчунь    | Итоги   | Итоги  |       |        |                |       |       |
| 102 См         | 30 Св Мст   | 15 Св | Э 4х10    | 15 Св      | Очков   | Место  |       |        |                |       |       |
| 12             | 10          | 7     | 1         | 4          | 200     | 27     |       |        |                |       |       |
| 2008—2009      |             |       |           |            |         |        |       |        |                |       |       |
| Фалун Финал КМ | Итоги       | Итоги |           |            |         |        |       |        |                |       |       |
| 40 См          | Очков       | Место |           |            |         |        |       |        |                |       |       |
| 10             | 134         | 52    |           |            |         |        |       |        |                |       |       |
| 2009—2010      |             |       |           |            |         |        |       |        |                |       |       |
| Бейтоштолен    | Бейтоштолен | Давос | Рогла     | Тур де Ски | Рыбинск | Кэнмор | Лахти | Лахти  | Фалун Финал КМ | Итоги | Итоги |
| 15 Св          | Э 4х10      | 15 Св | 30 Кл Мст | 102 См     | 30 Д    | 15 Св  | 30 Д  | Э 4х10 | 40 См          | Очков | Место |
| 42             | 10          | 37    | 15        | 29         | 3       | 26     | 33    | 5      | 29             | 178   | 44    |

Св — гонка свободным стилем

Кл — гонка классическим стилем

Д — дуатлон

Мст — масс-старт

Э — эстафета

См — гонки смешанными стилями

DNS — спортсмен был заявлен, но не стартовал

DNF — спортсмен стартовал, но не финишировал

LAP — спортсмен по ходу гонки (для гонок преследования и масс-стартов) отстал от лидера более чем на круг и был снят с трассы

DSQ — спортсмен был дисквалифицирован

## Экипировка
Использует лыжи «Atomic», крепления «Atomic».